# Barna levelibéka
A barna levelibéka (Litoria ewingii) a kétéltűek (Amphibia) osztályába a békák (Anura) rendjébe és a Pelodryadidae családba tartozó faj.

## Előfordulása
Ausztrália délkeleti részén, valamint Tasmania területén honos. Betelepítették Új-Zélandra is. Part menti mocsarak, lagúnák, valamint száraz és nedves erdők lakója.

## Megjelenése
Testhossza 3-4 centiméter.
|  |  |

## Életmódja
Jól mászik és ugrik, gerinctelen állatokkal táplálkozik.

## Szaporodása
A nőstény a vízbe, növények közé, maximum 700 petét rak. Az ebihalak elérik az 5 centiméteres nagyságot.